# Celtis australis

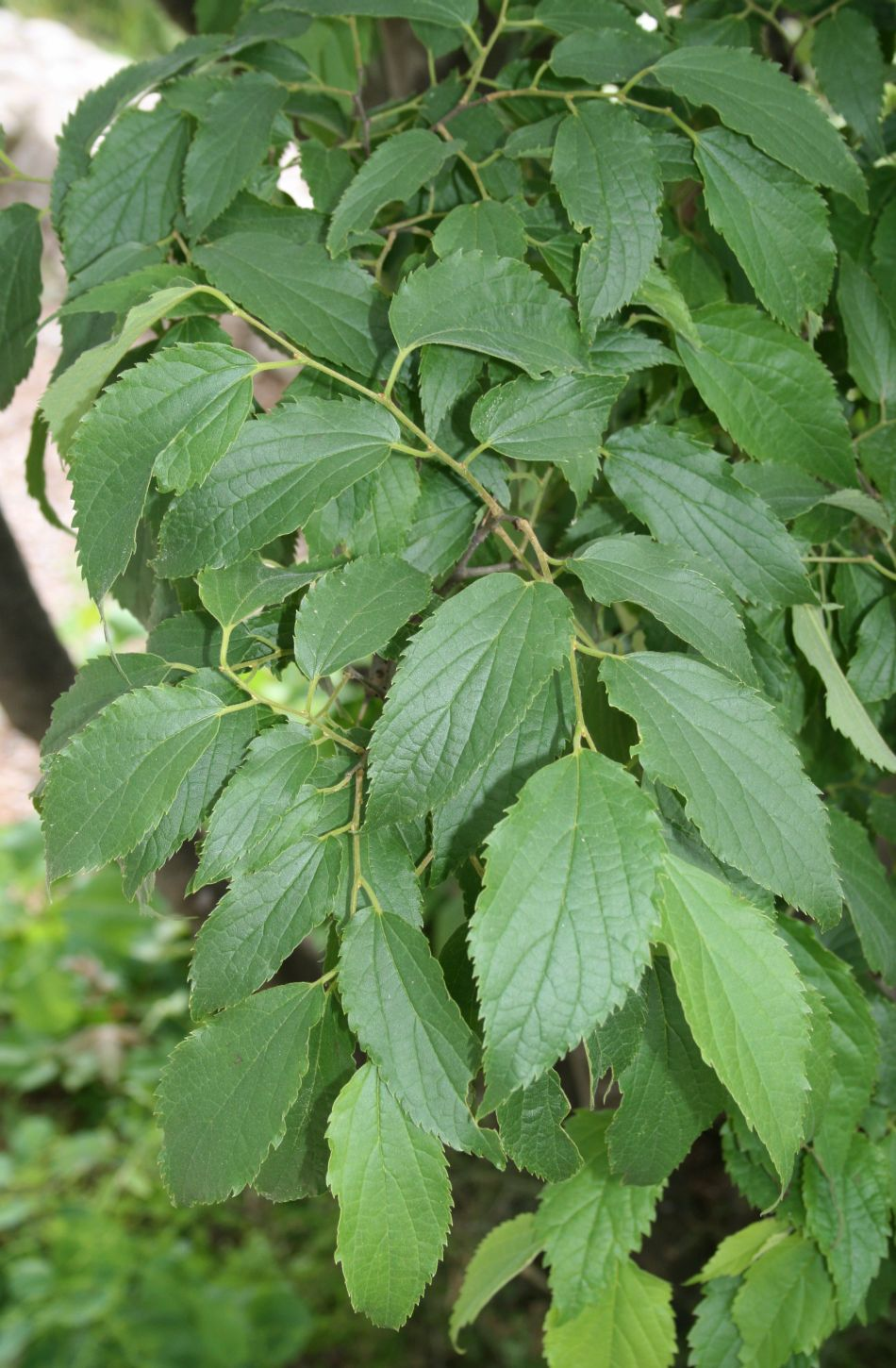
Folhagem de lódão-bastardo.

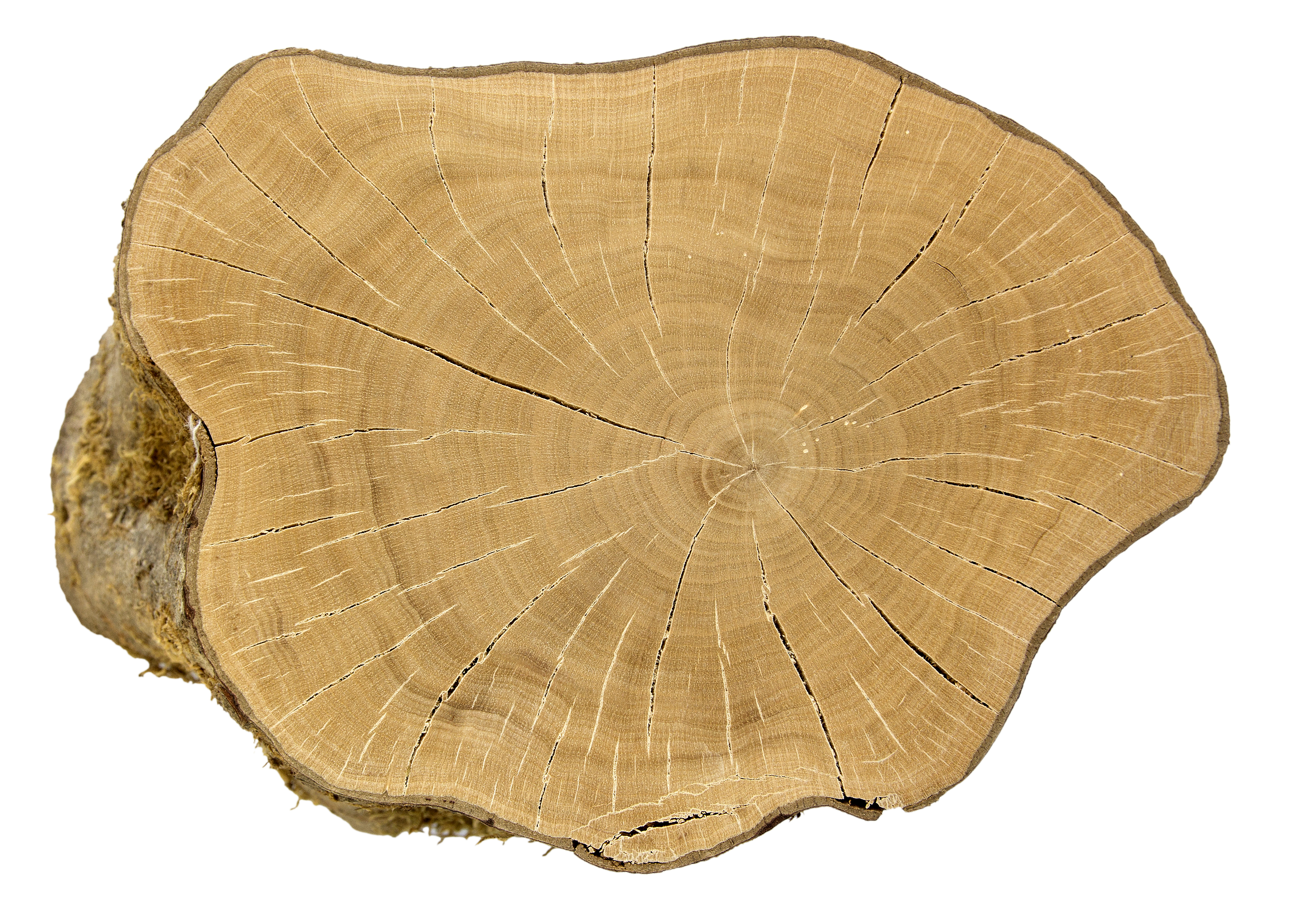
Celtis australis - MHNT

Celtis australis (nomes populares: lódão-bastardo, ginginha-do-rei, agreira, lodoeiro, lódão ou nicreiro) é uma espécie de árvore caducifólia tradicionalmente incluída na família Ulmaceae que ultimamente alguns autores incluem na família Cannabaceae. É possível que se trate da árvore a que os autores clássicos como Heródoto e Dioscórides chamaram lotos (ou lótus).

## Descrição
É uma árvore caducifólia cuja altura máxima varia dos 15 aos 30 metros. O tronco é direito, grosso, com a casca cinzenta, quase lisa, sem estrias ou fendas marcadas, à parte de pequenas saliências nas árvores mais velhas, semelhante à da figueira e da faia. A copa é redonda, com muitos ramos eretos e raminhos finos pubescentes ligeiramente pendentes. As folhas são de forma oval lanceolada, dentadas, com 5 a 15 cm de comprimento e 5 cm de largura, com três nervuras basilares assimétricas na base, com a face superior verde escura e áspera e a face inferior verde acinzentado, com pilosidade nas nervuras.
A floração ocorre entre março e maio. As flores, sem pétalas, são hermafroditas ou masculinas, de cor amarela esverdeada, pequenas e solitárias em longos pedúnculos que nascem nas axilas das folhas ao mesmo tempo destas, nos ramos novos. O fruto é uma drupa carnuda, lisa, esférica, glabra, mas rodeada de pêlos na base; é comestível e doce, com cerca de 1 cm de diâmetro; começa por ser verde, passando a amarelo ou avermelhado e depois a roxo escuro ou quase negro quando maduro; o interior é amarelo quando maduro. A maturação ocorre entre setembro e outubro e o fruto permanece na árvore até ao inverno. Cada fruto tem apenas uma semente (caroço), com 6 a 8 mm de diâmetro, subglobosa e acastanhada.

## Habitat
Encontra-se sobretudo em linhas de água, margens de ribeiras e rios e prados húmidos, pois prefere os solos ricos e húmidos, apesar de ser pouco exigente quanto ao solo, resistindo em solos secos calcários ou siliciosos, pH ácido e neutro, inclusivamente pedregosos, até 1 200 m de altitude. Resiste a verões longos e secos e ao vento. De crescimento lento, vive 200 anos em média, podendo atingir os 600 anos. Encontra-se no estado selvagem em toda a bacia mediterrânica, desde a Península Ibérica e Norte de África até ao sudoeste asiático.
É muito usada como árvore ornamental em parques urbanos, jardins e ruas por causa da sua tolerância à poluição. Na Península Ibérica encontra-se sobretudo no centro e sul de Portugal, em toda a costa mediterrânica, no oeste da Andaluzia e na Estremadura espanhola. Embora menos abundante, também se encontra em Castela-Mancha, Aragão, nas várzeas do sudeste da Comunidade autónoma de Madrid, nas vertentes meridionais da Serra de Gredos e no Parque Natural das Arribas do Douro.

## Propriedades medicinais e usos
Os principais princípios ativos são o tanino e a mucilagem. As folhas são  adstringente, antidiarreicas e anti-hemorrágico; quando usadas para fins medicinais são colhidas em junho.
Devido à sua boa relação peso-resistência da sua madeira, esta era usada no fabrico de alfaias agrícolas, como cabos de ancinhos e forcados ou chicotes. Era também apreciada para trabalhos de torno e para construir fustas. Ainda hoje é usada para inúmeros fins, como carpintaria, mobiliário, pavimentos, portas, artigos desportivos, carroçarias, etc. As raízes eram usadas para fabricar cachimbos. A casca tem um pigmento que era usado como corante amarelo de seda.